# Charles Feuillette
Charles Feuillette, né le 12 janvier 1883 à Saint-Quentin (Aisne) et mort le 8 avril 1969 à Saint-Quentin, est un homme politique français.

## Biographie
Il est le fils de Charles Feuillette (1856-1925), maire-adjoint de Saint-Quentin de 1892 à 1900 et président du tribunal de commerce de la ville de 1906 à 1912.
Médecin, il est député de l'Aisne de 1933 à 1936, siégeant au groupe des Républicains socialistes et soutenant les gouvernements de droite et maire de Saint-Quentin de 1935 à 1939.

## Sources
- « Charles Feuillette », dans le Dictionnaire des parlementaires français (1889-1940), sous la direction de Jean Jolly, PUF, 1960 [détail de l’édition]
- Assemblée nationale, « Charles Feuillette », sur Assemblee-nationale.fr, Assemblée nationale, sd (consulté le 13 décembre 2016)